# Родригеш, Жозе Мануэл де Бетанкур
Жозе́ Мануэ́л де Бетанку́р Консейса́н Родри́геш (порт.  José Manuel Bettencourt Conceição Rodrigues, 5 июня 1918, Фуншал, Португалия — 28 апреля 2011, Порту, Португалия) — португальский политический и военный деятель, губернатор Португальской Гвинеи в 1973 — 1974 годах.

## Биография
В 1939 г. с отличие окончил Школу пехотной армии. В 1951 г. окончил академию Генерального штаба. В 1953 г. проходил обучение на курсах командования и офицеров генерального штаба армии США в командно-штабном колледже в Форт-Ливенуорте, штат Канзас. В 1972 г. ему было присвоено звание бригадного генерала.
На протяжении всей военной карьеры был командиром артиллерийского полка № 1, профессором и директором курса штаба, начальником Главного штаба Военного региона Анголы, командующим военной группировкой на востоке Анголы. Также являлся военным атташе посольства Португалии в Великобритании.
В 1968—1970 гг. — министр обороны Португалии.
В 1973—1974 гг. — губернатор Португальской Гвинеи. Подвергался аресту по приказу Совета национального спасения в связи с отказом поддержать этот орган власти.

## Награды
| Страна     | Дата                           | Награда                                                   | Награда                                                   | Литеры |
| ---------- | ------------------------------ | --------------------------------------------------------- | --------------------------------------------------------- | ------ |
| Португалия | 6 июля 1966 —                  | Гранд-офицер                                              | Военного ордена Святого Бенедикта Ависского               | GOA    |
| Португалия | 30 июля 1957 — 6 июля 1966     | Командор                                                  | Военного ордена Святого Бенедикта Ависского               | ComA   |
| Португалия | 28 декабря 1953 — 30 июля 1957 | Офицер                                                    | Военного ордена Святого Бенедикта Ависского               | OA     |
| Португалия | —                              | Золотая медаль Военной доблести с пальмовой ветвью        | Золотая медаль Военной доблести с пальмовой ветвью        | MOVM   |
| Португалия | —                              | Золотая медаль «За выдающиеся заслуги» с пальмовой ветвью | Золотая медаль «За выдающиеся заслуги» с пальмовой ветвью | MOSD   |
| Португалия | —                              | Большой крест медали «За военные заслуги»                 | Большой крест медали «За военные заслуги»                 | GCMM   |